# 蔣浩
蔣浩，字廉叔，江蘇常熟縣人。清朝官员。

## 生平
蔣浩出身常熟蔣氏望族，祖父蔣伊、父蔣陳錫、兄蔣漣、蔣泂均為進士出身。蔣浩未中進士，官至湖北德安府知府。